# Katažina Sosna
Katažina Sosna (Vilna, 30 de noviembre de 1990) es una deportista lituana que compitió en ciclismo en las modalidades de ruta y montaña (campo a través). Ganó una medalla de bronce en el Campeonato Europeo de Ciclismo de Montaña en Maratón de 2016.

## Medallero internacional
| Campeonato Europeo | Campeonato Europeo | Campeonato Europeo | Campeonato Europeo |
| Año                | Lugar              | Medalla            | Competición        |
| ------------------ | ------------------ | ------------------ | ------------------ |
| 2016               | Sigulda (Letonia)  | Medalla de bronce  | Campo a través     |